# Dreikantige Teichbinse
Die Dreikantige Teichbinse (Schoenoplectus triqueter) ist eine Pflanzenart aus der Gattung Teichbinsen (Schoenoplectus) innerhalb der Familie der Sauergrasgewächse (Cyperaceae). Sie ist in Eurasien weitverbreitet.

## Beschreibung

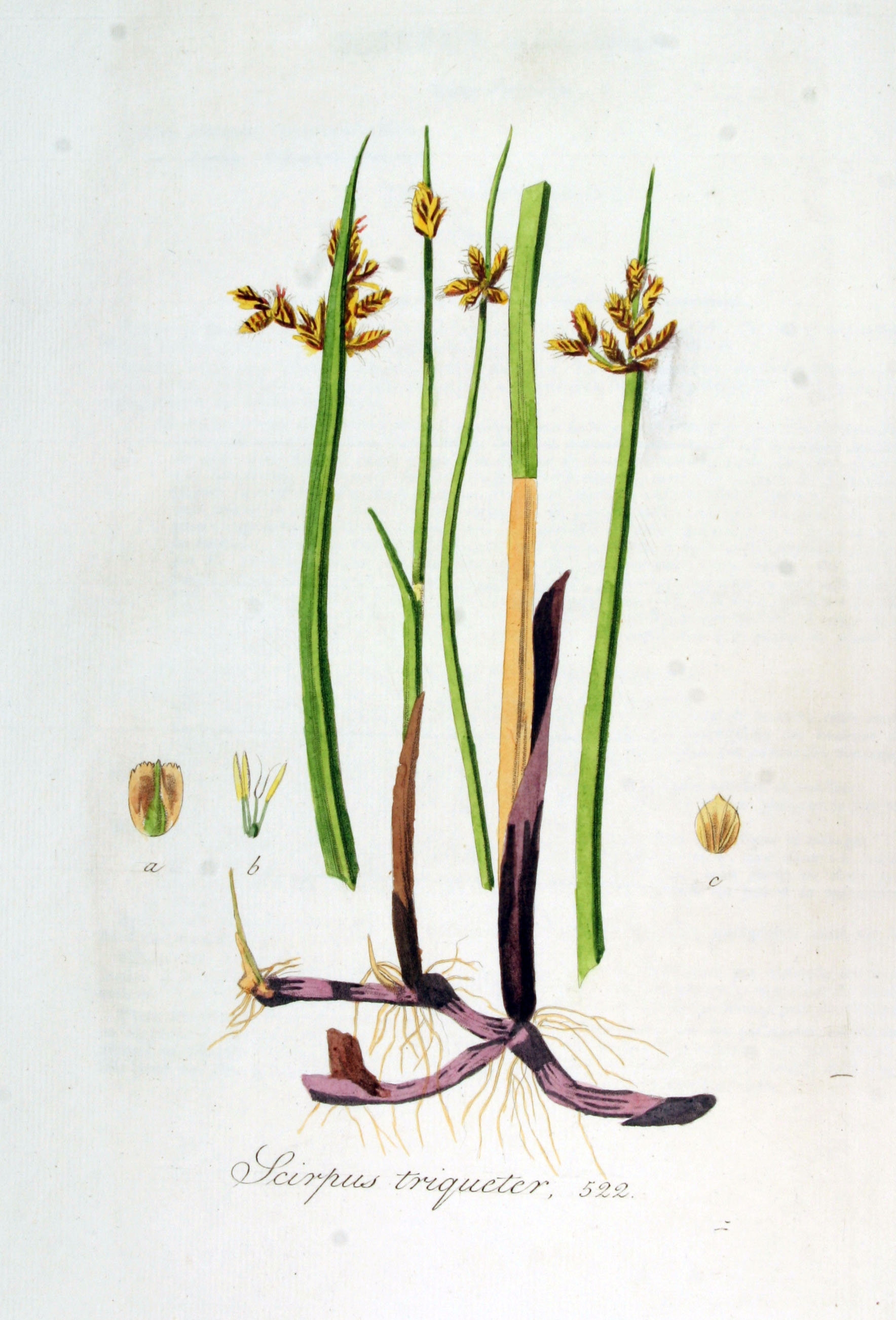
Illustration aus Flora Batava, Volume 7

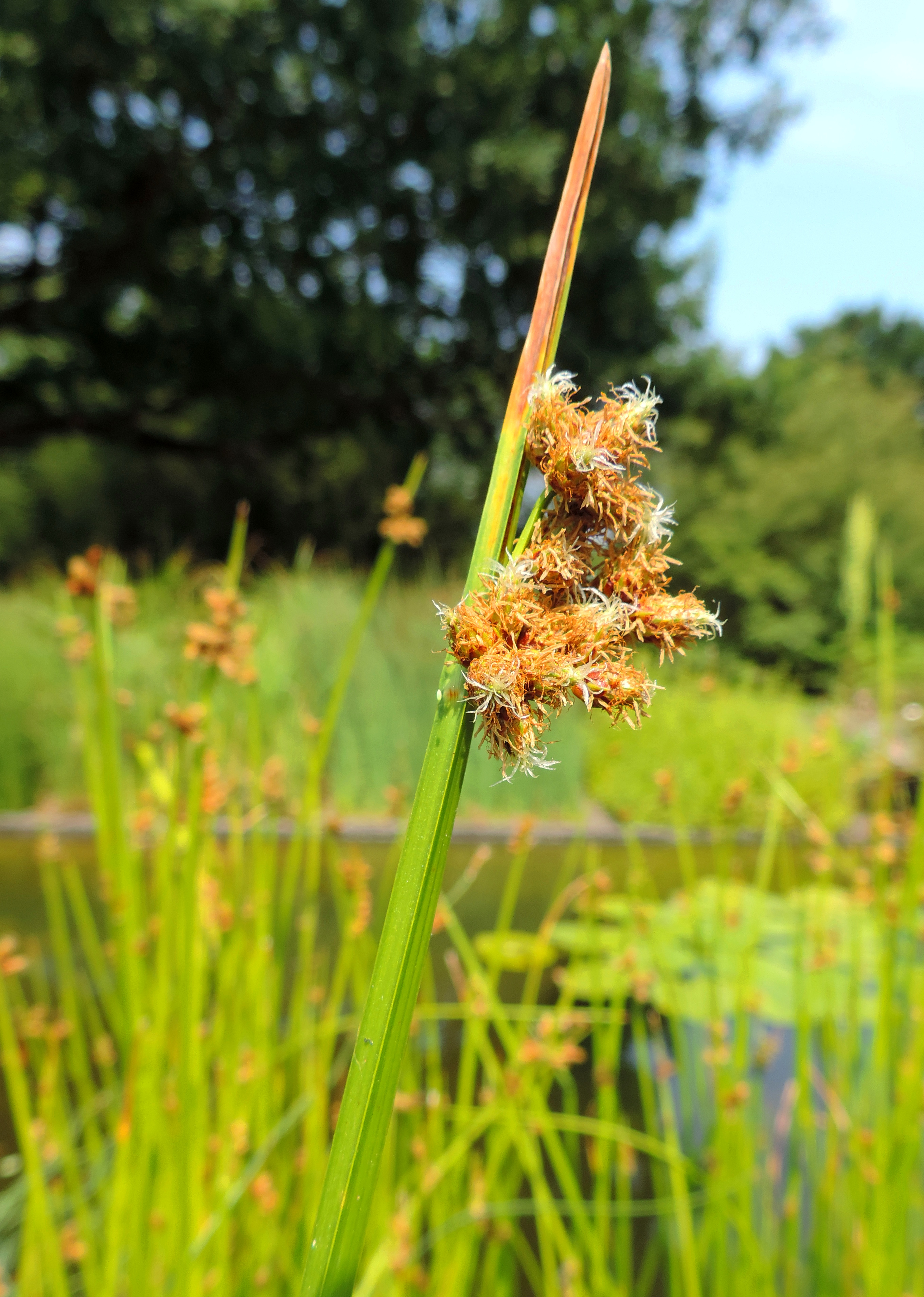
Blütenstand

### Vegetative Merkmale
Die Dreikantige Teichbinse wächst als ausdauernde krautige Pflanze und erreicht Wuchshöhen von 50 bis 120, selten bis zu 140 Zentimetern. Sie bildet relativ lange, 2 bis 5 mm dicke Ausläufer. Der Stängel ist scharf dreikantig mit 2 flachen und einer konkaven Seite, glatt, ziemlich weich und hell- bis dunkelgrün. Die Blattscheiden sind dunkel- bis schwarzbraun, oft glänzend, die oberen grün mit braunem Rand. Blattspreiten fehlen, oder es sind nur an den obersten Blattscheiden sehr kurze, 3 bis 10, selten bis zu 15 Zentimeter lange und an der Basis 2 bis 4 Millimeter breite Spreiten vorhanden.

### Generative Merkmale
Die Blütezeit reicht von Juni bis Juli. Die Spirrenhüllblätter bilden die Fortsetzung des Stängels und sind 2 bis 7 cm lang. Der Blütenstand ist eine meist kopfig zusammengezogene Spirre mit einem bis drei verlängerten Spirrenästen aus 3 bis 15 Ährchen. Die Spirre ist bis 4 Zentimeter breit. Die Ährchen sind rundlich eiförmig bis verlängert eiförmig, 5 bis 12 (bis 15) Millimeter lang und 3 bis 5 Millimeter breit. Die Spelzen sind breit elliptisch, gekielt, an der Spitze schwach ausgerandet mit kurzer rauer Stachelspitze.  Sie sind rotbraun, oft mit grünem Mittelstreifen und hellerem gewimpertem Rand. Die 4 bis 6 hypogynem Borsten sind so lang wie die Frucht oder etwas kürzer. Jede Blüte hat 3 Staubblätter und 2 Narben. Die Frucht ist linsenförmig zusammengedrückt, elliptisch bis fast rundlich, 2 bis 2,4 Millimeter lang, 1,5 bis 2 Millimeter breit, gelb- bis rotbraun und glänzend.
Die Chromosomenzahl beträgt 2n = 40, 42 oder 44.

## Vorkommen
Die Dreikantige Teichbinse kommt in Europa (vor allem im südlichen und im mittleren Teil), in Asien (bis China, Taiwan und Indien) und im nördlichen und südlichen Afrika vor.  In Europa erstreckt sich ihr Verbreitungsgebiet nordwärts bis Irland, England und Norddeutschland. In Mitteleuropa kommt sie nur im Tiefland vor; sie steigt in Graubünden bei Untervaz bis 530 Meter und in Südtirol bei Brixen bis etwa 560 Meter Meereshöhe auf.
Die Dreikantige Teichbinse gedeiht am besten auf nährstoffreichen, zeitweise überschwemmten, vorzugsweise kochsalzhaltigen, schlickigen oder schlammigen Böden, die im Sommer überdurchschnittlich erwärmt werde. Sie gedeiht in Mitteleuropa vorzugsweise in küstennahen  Röhrichtgesellschaften, beispielsweise im Mündungsgebiet von Strömen und Flüssen. Im Binnenland Mitteleuropas findet man sie vereinzelt im Röhricht langsam fließender oder stehender Gewässer (Lahn, Main, Oberrhein, Mittelrhein und am Alpensüdfuß). In Mitteleuropa ist sie insgesamt selten, sie tritt aber dort meistens in kleinen Beständen auf. Sie gedeiht in Gesellschaften des Verbands Phragmition.
Die ökologischen Zeigerwerte nach Landolt et al. 2010 sind in der Schweiz: Feuchtezahl F = 4+w+ (nass aber stark wechselnd), Lichtzahl L = 4 (hell), Reaktionszahl R = 4 (neutral bis basisch), Temperaturzahl T = 4+ (warm-kollin), Nährstoffzahl N = 4 (nährstoffreich), Kontinentalitätszahl K = 2 (subozeanisch), Salztoleranz = 1 (tolerant).

## Taxonomie
Die Dreikantige Teichbinse wurde 1767 von Carl von Linné in Mantissa Plantarum S. 29 als Scirpus triqueter erstbeschrieben. Die Art wurde 1888 von Eduard Palla in Botanische Jahrbücher für Systematik, Pflanzengeschichte und Pflanzengeographie Band 10(4), S. 299 als Schoenoplectus triqueter (L.) Palla in die Gattung Schoenoplectus gestellt. Palla veröffentlichte diesen Namen gleichzeitig in  Verh. Zool.-Bot. Ges. Wien Band 38, S. 49, 1888.